# Дмитрієвка (Ахтубінський район)
Дмитрієвка (рос. Дмитриевка) — село у Ахтубінському районі Астраханської області Російської Федерації.
Населення становить 19 осіб (2010).

## Історія
Населений пункт розташований на території українського етнічного та культурного краю Жовтий Клин. Від 1975 року належить до Ахтубінського району.
Згідно із законом від 6 серпня 2004 року органом місцевого самоврядування є Покровське сільське поселення.

## Населення
| 2002 | 2010 |
| ---- | ---- |
| 91   | ↘19  |